# トム・エバンス (野球)
トーマス・ジョン・エバンス（Thomas John "Tom" Evans , 1974年7月9日 - ）は、アメリカ合衆国ワシントン州出身の元プロ野球選手（内野手）。

## 経歴

### MLB時代
1992年のMLBドラフト4巡目（全体の121番目）でトロント・ブルージェイズに指名され契約。
1997年にメジャー初昇格。
2000年はテキサス・レンジャーズプレーした。
2001年はシーズン当初デトロイト・タイガース傘下の3Aトレド・マッドヘンズでプレーしていた。

### 阪神時代
2001年6月に阪神タイガースに入団。背番号は前年まで新庄剛志がつけていた「5」。その年は30安打、2本塁打と打撃成績は芳しくなかったものの守備固め等で活躍し練習態度も真面目だったこともあり残留。途中入団ではあるものの、阪神の外国人選手が2年目も契約するのは1995年から1996年途中まで在籍した、スコットクールボー、グレンデービス以来であった。
2002年は背番号を「59」に変更するもジョージ・アリアス、トレイ・ムーア、マーク・バルデスが一軍に固定され残り一枠をデリック・ホワイト、バディ・カーライル、グレッグ・ハンセルと争う形になってしまい結局一軍出場がなかった。

### 西武時代
2002年5月に橋本武広との交換トレードで西武ライオンズに移籍。
阪神ではほとんど実績を残せていなかったため獲得を疑問視する声もあったが、西武では前年アレックス・カブレラとツインバズーカで活躍したスコット・マクレーンが故障で離脱した穴を埋め、阪神時代には見られなかった勝負強い打撃と長打力を見せ、リーグ優勝に貢献した。読売ジャイアンツとの日本シリーズでは最後の打者になっている（河原純一から三振）。
しかしシーズン終盤にマクレーンがチームに復帰、さらに当時在籍していた他の外国人選手も軒並み複数年契約期間中で、エバンスの翌期一軍出場は難しいと判断され、同年限りで自由契約となった。

### 西武退団後
2005年は禁止薬物に陽性反応を示し、マイナーリーグの15試合の出場停止処分を受けた。
2006年はメキシカンリーグでプレーし、同年限りで現役引退。

## 詳細情報

### 年度別打撃成績
| 年 度    | 球 団    | 試 合 | 打 席 | 打 数 | 得 点 | 安 打 | 二 塁 打 | 三 塁 打 | 本 塁 打 | 塁 打 | 打 点 | 盗 塁 | 盗 塁 死 | 犠 打 | 犠 飛 | 四 球 | 敬 遠 | 死 球 | 三 振 | 併 殺 打 | 打 率 | 出 塁 率 | 長 打 率 | O P S |
| -------- | -------- | ----- | ----- | ----- | ----- | ----- | -------- | -------- | -------- | ----- | ----- | ----- | -------- | ----- | ----- | ----- | ----- | ----- | ----- | -------- | ----- | -------- | -------- | ----- |
| 1998     | TOR      | 12    | 41    | 38    | 7     | 11    | 2        | 0        | 1        | 16    | 2     | 0     | 1        | 0     | 0     | 2     | 0     | 1     | 2     | 10       | .289  | .341     | .421     | .763  |
| 1999     | TOR      | 7     | 11    | 10    | 0     | 0     | 0        | 0        | 0        | 0     | 0     | 0     | 0        | 0     | 0     | 1     | 0     | 0     | 2     | 0        | .000  | .091     | .000     | .091  |
| 2000     | TEX      | 23    | 67    | 54    | 10    | 15    | 4        | 0        | 0        | 19    | 5     | 0     | 3        | 1     | 1     | 10    | 0     | 1     | 13    | 1        | .278  | .394     | .352     | .746  |
| 2001     | 阪神     | 39    | 148   | 124   | 7     | 30    | 4        | 0        | 2        | 40    | 14    | 1     | 0        | 0     | 1     | 21    | 0     | 2     | 36    | 7        | .242  | .358     | .323     | .681  |
| 2002     | 西武     | 78    | 294   | 242   | 37    | 61    | 14       | 1        | 15       | 122   | 45    | 0     | 3        | 0     | 2     | 42    | 2     | 8     | 93    | 2        | .252  | .378     | .504     | .882  |
| MLB：3年 | MLB：3年 | 42    | 119   | 102   | 17    | 26    | 6        | 0        | 1        | 35    | 7     | 0     | 4        | 1     | 1     | 13    | 0     | 2     | 25    | 2        | .255  | .347     | .343     | .691  |
| NPB：2年 | NPB：2年 | 117   | 442   | 366   | 44    | 91    | 18       | 1        | 17       | 162   | 59    | 1     | 3        | 0     | 3     | 63    | 2     | 10    | 129   | 9        | .249  | .371     | .443     | .814  |

### 記録
NPB
- 初出場・初先発出場：2001年6月20日　対読売ジャイアンツ15回戦（阪神甲子園球場）、7番・三塁手として先発出場
- 初安打：同上、5回裏にダレル・メイから中前安打
- 初本塁打・初打点：2001年6月24日、対ヤクルトスワローズ13回戦（明治神宮野球場）、4回表に藤井秀悟から左越2ラン
- 初盗塁：2001年7月10日、対横浜ベイスターズ14回戦（横浜スタジアム）、5回表に二盗（投手：川村丈夫、捕手：谷繁元信）

### 背番号
- 6 （2000年）
- 5 （2001年）
- 59 （2002年 - 同年途中）
- 34 （2002年途中 - 同年終了）